# Gynoplistia viridis
Gynoplistia viridis är en tvåvingeart som beskrevs av Pierre Justin Marie Macquart 1838.
Gynoplistia viridis ingår i släktet Gynoplistia och familjen småharkrankar. Inga underarter finns listade i Catalogue of Life.